# Advhena magnifica
Advhena
Espèce
Espèce

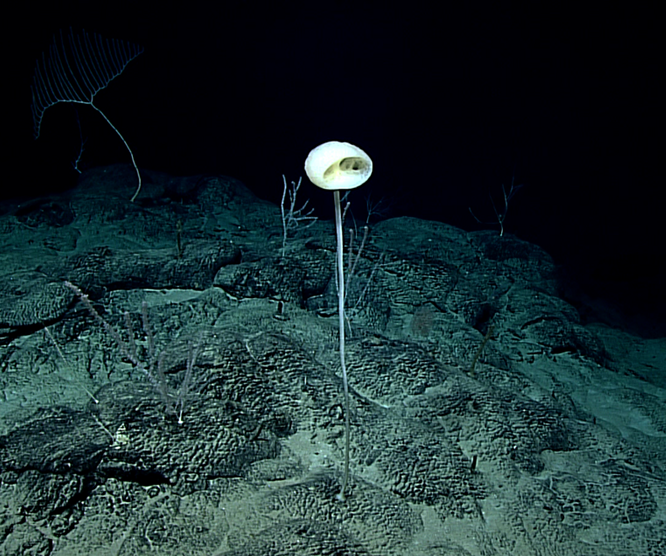
A. magnifica dans son habitat naturel

Advhena magnifica, unique représentant du genre Advhena, est une espèce d'éponges siliceuses de la famille des Euplectellidae.

## Description
L'holotype d’Advhena magnifica est une éponge au corps sphérique quelque peu aplati, avec une grande ouverture latérale sur un côté du corps mesurant environ 50 mm. Son corps, qui mesure 136 mm de diamètre, est soutenu par un long pédoncule de plus de 154 mm, soit au moins quatre fois la taille du corps. Les spicules du choanosome sont de la diactine, ce qui signifie qu'ils ont deux bras.

## Répartition
Advhena magnifica n'est connue que de sa localité type, Pigafetta Guyot, à l'est de la fosse des Mariannes dans le Pacifique à 2 028 m de profondeur.

## Dénomination
Cette éponge porte le nom vernaculaire anglais de E.T. sponge, « l'éponge E.T. », en référence au personnage principal du film E.T. l'extraterrestre.

## Systématique
Le nom valide complet (avec auteur) de ce taxon est Advhena magnifica Castello-Branco (d), Collins (d) & Hajdu (d), 2020,.
Advhena magnifica a été découverte en 2016 par des scientifiques de l’Okeanos Explorer sur Pigafetta Guyot (ceb), à l'est de la fosse des Mariannes à une profondeur de 2 028 m. Avant sa description, on pensait qu'elle appartenait au genre Bolosoma. 
Son holotype est numéroté USNM 1424107 et c'est l'espèce type et seule représentante du genre Advhena.

### Étymologie
Le nom générique, Advhena, dérive du latin advena, « étranger », que les auteurs traduisent aussi en « extraterrestre, nouveau venu, invité », en référence à la forme de cette éponge qui rappelle les extraterrestres de différents films. Un « h » a été ajouté au mot pour le distinguer du genre de gastéropodes Advena.
Son épithète spécifique, du latin magnifica, « magnifique », fait référence à sa belle apparence.

### Publication originale
- (en) Cristiana Castello-Branco, Allen Gilbert Collins et Eduardo Hajdu, « A collection of hexactinellids (Porifera) from the deep South Atlantic and North Pacific: new genus, new species and new records », PeerJ, PeerJ Publishing (d), vol. 8,‎ 9 juillet 2020, e9431 (ISSN 2167-8359, OCLC 793828439, PMID 32714660, PMCID 7354842, DOI 10.7717/PEERJ.9431, lire en ligne).